# 桥墩镇
桥墩镇是中华人民共和国浙江省温州市苍南县下辖的一个镇。

## 行政区划
桥墩镇下辖以下村级行政区划单位：
堂阳社区、镇西社区、松山社区、西园社区、桂兰社区、玉山社区、柳垟村、古树村、金山头村、新村、卅七村、云仙村、仙堂村、新宫村、墓庵村、库区村、龙井村、凤岭村、石龙村、南湖村、后隆村、马渡村、黄檀村、横墙村、天星村、蕉坑村、下垟村、矴步头村、高山村、碗窑村、蔡垟村、关庙村、树枫村、发凤村、小沿村、罗垟村、方竹村、四亩村、小源村、官南村、思居村、八亩后村、南山头村、黎垟村、水沟村、嘉同村、新凤村、柘垟村、新利村、腾中村、兴庆村、传星村、玉腾村、东山村、苍北村、县林场和桥墩茶场。

## 中国传统村落
2012年，碗窑村被评为首批“中国传统村落”。